# (16466) Piyashiriyama
16466 Piyashiriyama (1990 FJ2) es un asteroide del cinturón de asteroides descubierto el 29 de marzo de 1990 por K. Endate y K. Watanabe en Kitami.
Su nombre le viene del monte Piyashiri, en Japón.